# Soros (Maratona)

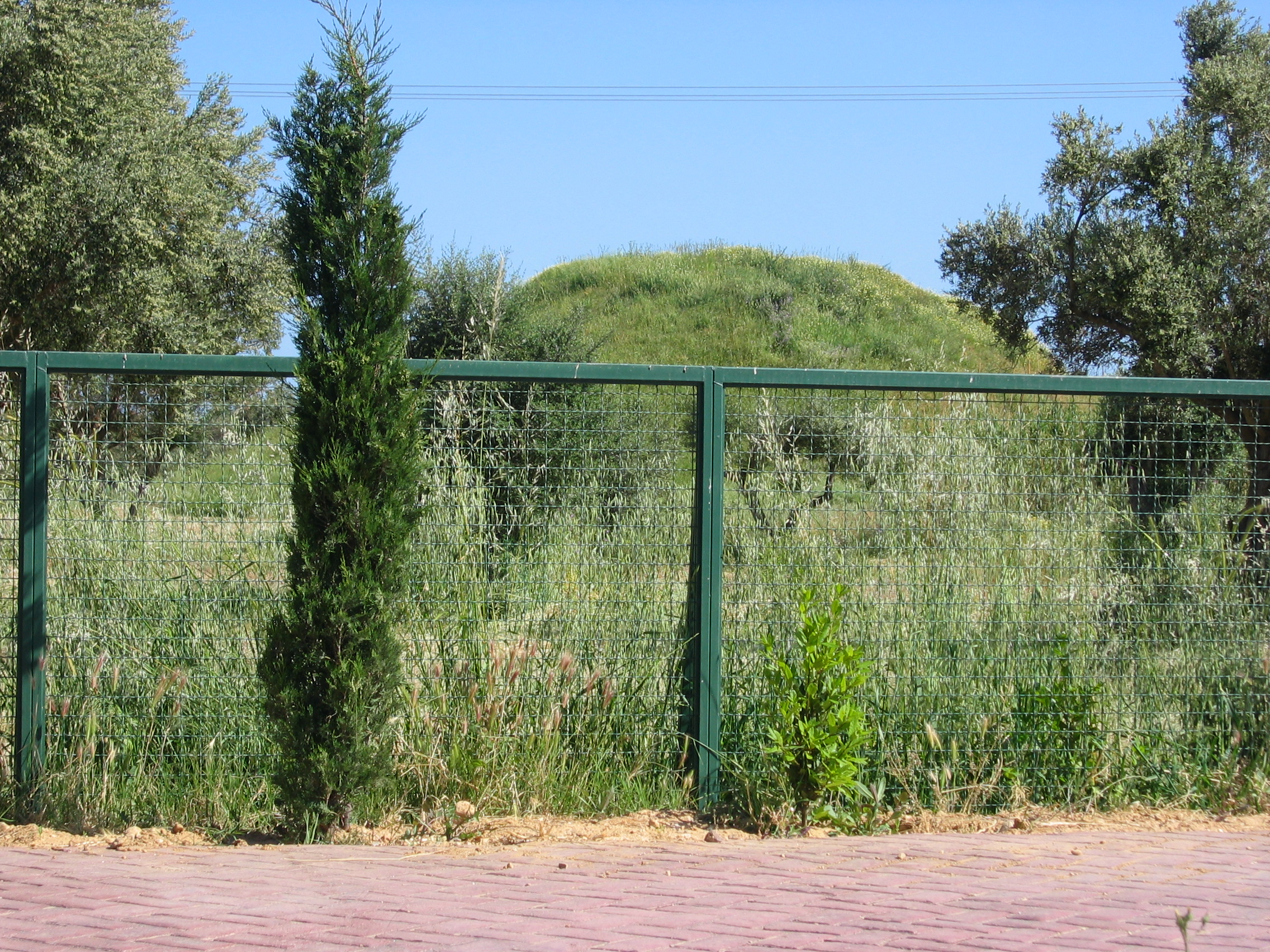
Il Soros nel 2005.

Il Sorós (in greco antico: Σορός?, derivato da σορός, "urna funebre") è un tumulo funerario presente nella piana di Maratona, identificato dagli studiosi come la tomba degli Ateniesi che caddero combattendo contro i Persiani durante la battaglia di Maratona (490 a.C.).

## Scavi

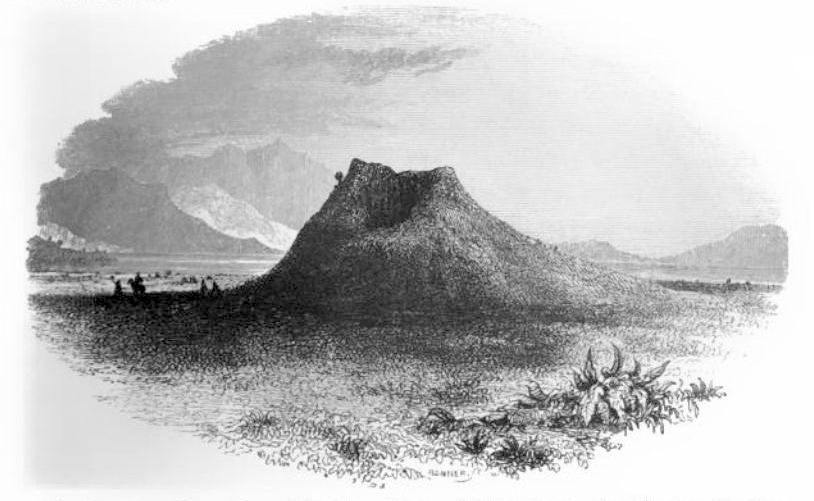
Il degrado del tumulo attorno al 1830 in un'incisione del 1839.

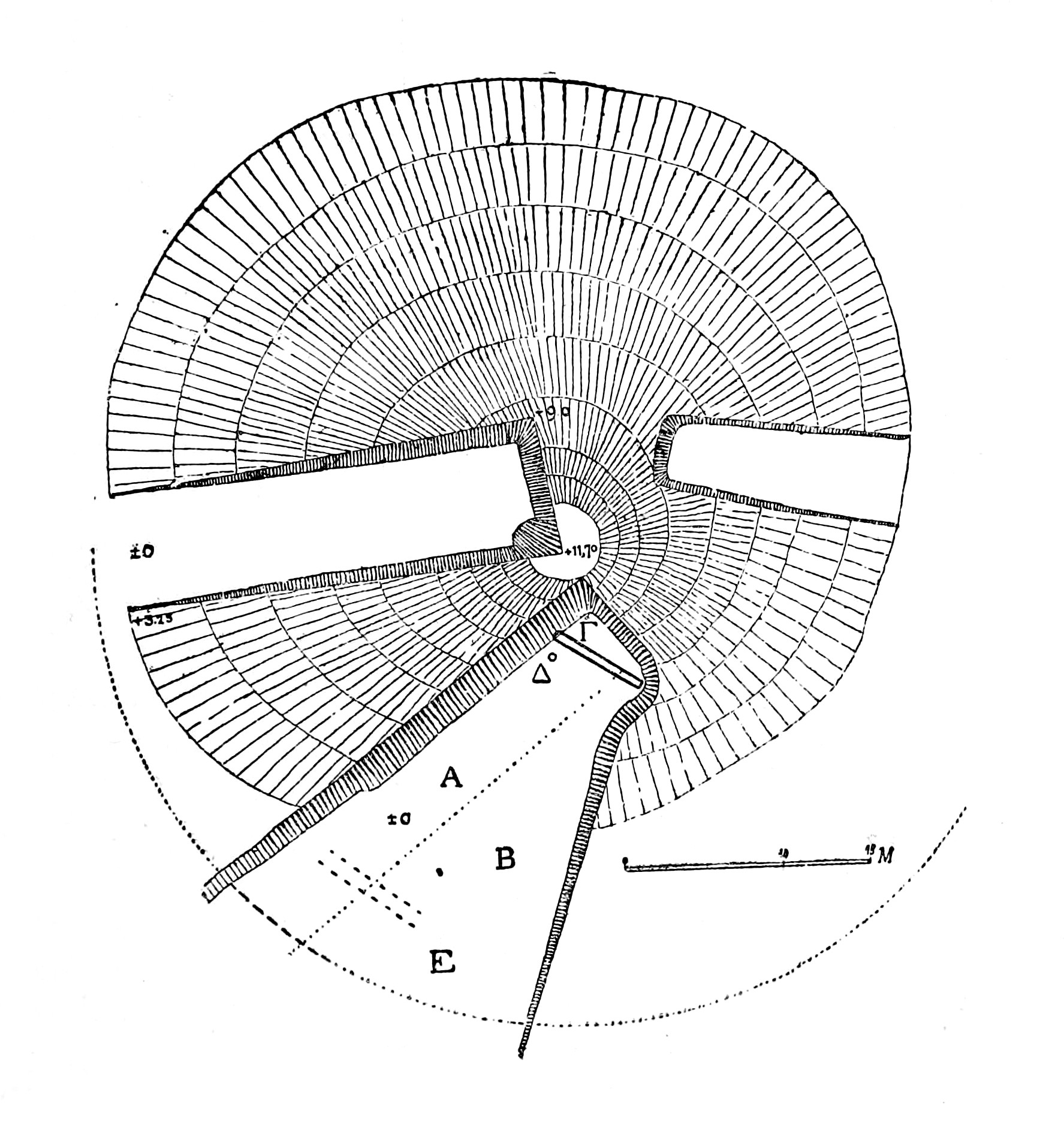
Mappa del 1893 realizzata da Stais, che mostra i suoi scavi del 1890/1891: la Δ indica l'ara crematoria.

Questo tumulo alla fine del Settecento e durante l'intero Ottocento è stato oggetto di vari scavi che l'hanno fortemente danneggiato, ma è tuttora ben visibile.
- Il Soros fu aperto dall'antiquario Louis-François-Sébastien Fauvel nel 1788, che scavò per otto giorni e fece tre buchi piuttosto grossi (quello centrale arrivava fino al livello del terreno, gli altri erano profondi 1,8 o 2 m) nel vano tentativo di trovare qualche reperto;
- Il 25 giugno 1802 Thomas Bruce fece scavare i suoi marinai in altre direzioni, rinvenendo alcuni frammenti rudimentali di vasellame e pezzi di argento;
- Fra il 1830 e il 1840 ci furono altri scavi, che alla fine scoperchiarono il tumulo; nel 1836 il ministro dell'istruzione greco Iakovos Rizos-Neroulos, preoccupato per lo stato in cui versava il Soros, scriveva in un memorandum al Direttorato provinciale dell'Attica per chiedere "di vietare nella maniera più assoluta gli scavi nel suddetto tumulo come pure in altri siti che furono teatro della battaglia";
- Nel 1883 l'archeologo Heinrich Schliemann fece scavare due fossati (uno profondo 4,5 m, quello sul lato orientale largo circa la metà) e allungò il buco centrale fino a 2 m sotto terra, ma fu costretto a fermarsi quando il fossato orientale si riempì d'acqua dopo che era stato scavato per solo 1 m; per questo motivo Schliemann ipotizzò che il Soros fosse un tumolo preistorico del XIX secolo a.C., senza alcun legame colla battaglia del 490 a.C.;
- Nel 1890 e 1891 l'archeologo Valerios Stais dimostrò inconfutabilmente che la tomba era quella dei caduti ateniesi del 490 a.C. cremati: a 6,5 m sotto terra rinvenne una pira funeraria posta su un sostegno di mattoni allineati e contenente ceneri, ossa carbonizzate e vasellame a figure nere del V secolo a.C. e, dopo ciò, pubblicò una dichiarazione giurata controfirmata da quattro importanti studiosi che attestavano la veridicità della scoperta; da quel momento l'identificazione della tomba degli Ateniesi col Soros non è più stata messa in discussione.

## Importanza
L'importanza della localizzazione della tomba degli Ateniesi deriva da un'affermazione di Pausania secondo la quale i caduti ateniesi erano stati sepolti "sul posto" (che probabilmente non è da prendere alla lettera: visto che sta parlando di un'eccezione, dato che di solito gli Ateniesi seppellivano i loro caduti presso la porta del Dipilo e non sul campo di battaglia, è probabile che intenda che gli Ateniesi furono seppelliti a Maratona invece che al Dipilo, senza però voler dire che il tumulo era proprio dove avevano combattuto) e dalla scoperta di varie punte di freccia nel tumulo, che secondo N. G. L. Hammond dimostrerebbe che questo era stato fatto con terra presa dal campo di battaglia, dove erano cadute numerose frecce persiane.
La questione del ritrovamento delle punte di frecce invece è molto controversa, a causa dei resoconti contrastanti di coloro che visitarono il tumulo nell'Ottocento:
- Nel 1801 Edward Daniel Clarke scrisse di aver raccolto parecchie punte di frecce fatte con pietra di selce;
- Nel 1819 Edward Dodwell scrisse di aver trovato all'interno del tumulo molte punte di frecce di pietra di selce nera, secondo lui attribuibili all'esercito persiano; inoltre, dato che Erodoto afferma che gli Etiopi utilizzavano frecce simili, vista la descrizione che Pausania dà della statua di Nemesi a Ramnunte (la dea teneva nella mano destra una statua con raffigurati degli Etiopi) e considerato il fatto che nel resto della Grecia solitamente si ritrovavano solo punte di bronzo e non di selce, ipotizza che i Persiani avessero con sé un contingente di Etiopi;
- Sempre nel 1819 Sir William Gell scrisse che nel tumulo erano state rinvenute punte di frecce, alcune di ottone altre di selce, queste ultime appartenenti agli Etiopi che secondo Erodoto affiancavano i Persiani;
- Nel 1829 William Martin Leake scrisse di aver rinvenuto numerose punte di frecce di ottone, lunghe 2,5 cm circa, di forma triangolare e con un foro all'estremità e un buco circolare fatto per inserirvi l'asticella della freccia, e un numero ancora maggiore di frammenti di selce di fattura grezza;[5]
- Nel 1835 però lo stesso Leake scrisse che il suo servitore aveva raccolto ai piedi del tumulo vari frammenti di selce nera, che secondo lui però non erano punte di frecce persiane, e scrisse anche di aver sentito parlare del ritrovamento di alcune punte di frecce di bronzo, che però lui non era riuscito a trovare;
- In seguito né Valerios Stais né Heinrich Schliemann affermarono di aver ritrovato punte di frecce di bronzo.

Si scoprì in seguito che i frammenti di selce facevano parte di trebbiatrici dalla struttura in legno, mentre non si è ancora capito se si siano rinvenute o meno punte di frecce di bronzo; quelle conservate a Londra (38) e a Karlsruhe (35) secondo Elisabeth Erdmann sono di quattro tipi, tre risalenti alle guerre persiane e uno posteriore, ma non vi sono ragioni per attribuire alla battaglia di Maratona quelle di Karlsruhe, mentre quelle di Londra secondo John Forsdyke appartenevano probabilmente ad una collezione di un antiquario e comunque non c'erano prove sufficienti per attribuirle a Maratona.
Ci sono anche 10 punte di frecce di ferro di Londra furono donate al British Museum nel 1906 da Saumarez Brock, la quale affermava che suo padre "le aveva rinvenute nel 1830 nel corso di una serie di scavi fatti nei pressi di una tomba situata nella piana di Maratona"; è però possibile che la tomba fosse una di quelle scomparse nell'ultimo secolo e in ogni caso non ci sono prove sufficienti a sostegno di alcuna ipotesi.
In conclusione, visto che né Staes né Schliemann ritrovarono punte di frecce e che gli altri resoconti non sono verificabili, non è detto che il Soros sia stato eretto con terra proveniente dal campo di battaglia, quindi la localizzazione della tomba degli Ateniesi risulta di scarsa importanza.